# Nothing but the Beat Ultimate
Nothing but the Beat Ultimate è la versione finale dei dischi Nothing but the Beat e il suo omonimo con l'aggiunta del 2.0.
Tutti i dischi sopra citati sono stati prodotti dal famoso DJ David Guetta (momentaneamente presente al settimo posto della lista di Dj top 100). Ultimate non è altro che l'unione dei due ultimi dischi di Guetta, in esso sono presenti le seguenti tracce suddivise in due dischi.

## Tracce

### CD 1 Vocale
1. Titanium (Feat. Sia)
2. Turn Me On (Feat. Nicki Minaj)
3. She Wolf (Falling to Pieces) [feat. Sia]
4. Without You (Feat. Usher)
5. I Can Only Imagine (Feat. Chris Brown & Lil Wayne)
6. Play Hard (Feat. Ne-Yo & Akon)
7. Wild One Two (Feat. David Guetta, Nicky Romero, Sia) [Jack Back edit]
8. Just One Last Time (Feat. Taped Rai)
9. In My Head (Feat. Nervo & Daddy's Groove)
10. Where Them Girls At (Feat. Nicki Minaj & Flo Rida)
11. Little Bad Girl (Feat. Taio Cruz & Ludacris)
12. Sweat ( Snoop Dogg Vs. David Guetta)
13. Crank It Up (Feat. Akon)
14. Nothing Really Matters (Feat. will.i.am)
15. I Just Wanna F. (Feat. Timbaland & Dev)
16. Night of Your Life (Feat. Jennifer Hudson)
17. Repeat (Feat. Jessie J)

### CD 2 Elettronica
1. Every Chance We Get We Run (David Guetta & Alesso feat. Tegan & Sara)
2. Sunshine (David Guetta & Avicii)
3. Lunar (David Guetta & Afrojack)
4. What the F***
5. Metropolis (David Guetta & Nicky Romero)
6. The Alphabeat
7. Metro Music
8. Toy Story
9. The Future (David Guetta & Afrojack)
10. Dreams
11. Paris
12. Glasgow